# Новые левые (Греция)
Новые левые (греч. Νέα Αριστερά; сокращённо NA или NE.A.) — левая политическая партия и фракция в парламенте Греции. Основана 5 декабря 2023 года одиннадцатью независимыми депутатами, вышедшими из партии СИРИЗА после смены её руководства. «Новые левые» официально стали партией на учредительной конференции 3 марта 2024 года.
Председателем парламентской группы является Алексис Харицис. В Европейском парламенте её представляли депутаты Европарламента Димитрис Пападимулис и Стелиос Кулуглу.

## История
После отставки Алексиса Ципраса с поста руководителя СИРИЗА и последующего избрания на его место Стефаноса Касселакиса в сентябре 2023 года политическую силу охватил внутренний кризис. Внутрипартийные группы «Зонтик» и «6+6» раскритиковали попытку Касселакиса сдвинуть некогда радикальную левую и антикапиталистическую партию ещё дальше к центру, превратив в социал-либеральную силу наподобие Демократической партии США. Ряд высокопоставленных членов СИРИЗА раскритиковали нового лидера-капиталиста во главе социалистической партии за непонимание левых идей и нужд народа, а также за предыдущую поддержку ныне правящей правоцентристской партии «Новая демократия». «Фракция 6+6» включала депутатку и экс-министра Эффи Ахциоглу, занявшую на выборах руководства второе место после Касселакиса.
Этот конфликт в конечном итоге привёл 13 ноября 2023 года к выходу из партии фракции «Зонтик» и отстранению от должности по приказу Касселакиса двух депутатов, считавшихся близкими к ней (Пети Перки и Эвклида Цакалотоса). Десять дней спустя партию СИРИЗА покинула также группа «6+6», включая девять депутатов из неё (Сия Анагностопулу, Эффи Ахциоглу, Чусейн Зеймпек, Насос Илиопулос, Димитрис Цанакопулос, Меропи Цуфи, Озгур Ферхат, Теано Фотиу и Алексис Харицис).
4 декабря 2023 года одиннадцать экс-депутатов СИРИЗА, ставших независимыми, объявили на запланированном мероприятии название и логотип своей новой партии. На следующий день было официально объявлено о создании соответствующей парламентской группы. В тот же день о своём присоединении к группе объявил депутат Европарламента Димитриос Пападимулис.
1 марта 2024 года в Афинах прошла учредительная конференция партии. В учредительной декларации изложены основные позиции партии и объявлено о создании Временного координационного комитета в составе 238 членов. В своём заявлении «Новые левые» определили себя как «европейские», «экологические» и «современные левые».